# Claude Genova
Pour les articles homonymes, voir Génova (homonymie).
Claude Genova, dit « le Gros » (né le 6 avril 1951 à Tunis et mort le 22 août 1994 à Paris 17e) était un caïd de Montreuil.

## Carrière
Il naît en 1951 à Tunis d'un père corse et d'une mère sicilienne. Ex-champion de lutte gréco-romaine, mesurant 1,80 m pour 103 kg, il est surnommé « le Gros ».
Genova sévit dans le proxénétisme hôtelier, le trafic de voiture et le racket de voyous. Son souhait est de mettre en coupe réglée le « milieu parisien ». Il est à l'époque autant craint que haï pour ses méthodes qualifiées de moyenâgeuses. Un ancien comparse commente ses méthodes : « Genova descendait les mecs à la cave comme on dit chez nous. Là, la corrida commençait à coups de perceuse dans les genoux pour convaincre les récalcitrants de partager leurs recettes... »
Genova est assassiné un soir d'août 1994, à l'issue d'un rendez-vous avec ses anciens lieutenants, les frères Hornec, futures gloires du « milieu » des années 2000. Il est abattu dans le dos par une équipe d'indépendants à la porte Maillot. Les frères Hornec ont été soupçonnés d'avoir commandité le meurtre mais ils n'ont jamais été condamnés.
Le film Truands (2007) de Frédéric Schœndœrffer s'inspire de son parcours pour le personnage de Claude Corti incarné par Philippe Caubère.